# Skûte
De skûte (Fries voor schuit) was een vrachtschip of lichter, die werd voortbewogen met zeilen en zonder motor. Ze konden ook gejaagd worden langs het jaagpad of op de dijk als er geen wind was. Dit werd gedaan met een paard of ook door leden van het gezin. Die hingen aan het trekzeel, de lus van de jaaglijn. Nu heden ten dage zijn de skûte-zeilschepen voorzien van een hulpmotor en worden ze heden gebruikt als pleziervaartuig of jacht. Ze worden ook gebruikt voor zeilwedstrijden, zoals onder andere op het IJsselmeer.

## Verschil met Skûtsje
De woorden skûte (schuit) en het skûtsje (schuitje) lijken erg op elkaar. Toch gaat het hier om verschillende typen schuiten. Een skûtsje mat 18 ton en de skûte 50 à 60 ton. De skûte werd uitsluitend gebruikt voor het vervoer van turf binnen Friesland, terwijl het skûtsje in twee varianten bestond: een voor het vervoer van turf (zonder roef) en een voor terp-aarde (met roef).